# Ірина Палеологіна (імператриця)
Ірина Палеологіна (д/н — після 1357) — візантійська імператриця.

## Життєпис
Походила з династії Палеологів. Донька деспота Дмитра Палеолога та онука імператора Андроніка II. Народилася у Фессалоніках або Константинополі наприкінці 1320-х років. Здобула класичну для того часу освіту. Наприкінці 1340 або на початку 1341 року вийшла заміж за Матвія Кантакузина, що згодом дало право на імператорський трон. Вже у 1341 році свекор Ірини повстав проти регентки Анни Савойської. Весь час перебувала в Дидімотісі разом із свекрухою Іриною Асеніною.
У 1347 році Іоанн Кантакузин зайняв Константинополь й став імператором. Чоловік Ірини набув права спадкоємця трону, а у 1353 року став співімператором. Тоді ж Ірина отримує титул імператриці, але за статусом була нижча за імператриць Ірину та Олену. Після зречення у 1354 році Іоанна VI та його дружини Ірини разом з чоловіком імператором Матвієм стала співволодаркою імператора Іоанна V та імператриці Олени.
У лютому 1356 року імператора Матвія Кантакузина та Ірину Палеолог підступно схопили серби. Перебували у полоні до грудня 1357 року, коли обох було доправлено до імператора Іоанна V. Тут Матвій та Ірина зреклися своїх титулів. Подальша доля Ірини Палеолог невідома.

## Родина
Чоловік — Матвій Кантакузин, візантійський імператор.
Діти:
- Іоанн (1342 — після 1361), деспот
- Дмитро (1343—1383), 3-й деспот Мореї
- Феодора, черниця
- Олена (д/н — після 1394), дружина Людовіка Фадріке, графа Салони
- Марія, дружина Іоанна Ласкаріса Калофера